# Land am Wasser
Land am Wasser ist ein deutscher Dokumentarfilm von Tom Lemke. Er begleitet die letzten Bewohner von drei Dörfern im Süden Sachsen-Anhalts, deren Orte wegen der Braunkohle verschwinden mussten, damit diese darunter abgebaut werden kann.
Die Dreharbeiten dauerten von 2003 bis 2014.

## Inhalt
Silvio lebt in einem Geisterdorf. 1998 wurden die Bewohner umgesiedelt, damit die Braunkohle darunter abgebaut werden kann. Vor über 900 Jahren nannten die ersten Siedler den Ort „Land am Wasser“, weil ein kleiner Bach durch die Landschaft fließt. Mit diesem Wasser bestellt Silvio kleine Agrarflächen im Dorf und tränkt sein Vieh. Seinen Heimatort, der nutzlos geworden war, hat er so als Landwirt wieder erobert. Wie lange er hier seinen Lebensunterhalt noch verdienen kann, ist ungewiss. Niemand weiß, wann die Tagebaubagger hier letztendlich ankommen werden. Allgegenwärtig ist das Geräusch des Förderbandes, das seit Jahrzehnten in wenigen Kilometer Entfernung ununterbrochen Kohle transportiert. Die Häuser des Dorfes werden zwar nach und nach abgerissen, aber Silvio ist nicht allein. Sein Nachbar schmiedet im über hundertjährigen Familienbetrieb weiter gegen die Zeit, und Norbert vom ebenfalls betroffenen Nachbarort rebelliert als Letzter eisern gegen die Umsiedlung. Manchmal kommen auch ehemalige Bewohner vorbei. Man hilft sich noch immer, und nebenbei verschwindet eine ganze Dorfgemeinde. Als auch die letzten Mitbewohner den Ort verlassen haben, versucht Silvio, sich weiter gegen das Unvermeidliche zu stemmen, wohl wissend, dass das Ende nicht aufzuhalten ist.

## Produktion
Produziert wurde der Dokumentarfilm von der Sunday Filmproduktions GmbH aus Halle (Saale). Im Rahmen des DOK Leipzig Filmfestivals gewann Land am Wasser im Jahr 2015 die „Goldene Taube“ als bester Dokumentarfilm im deutschen Wettbewerb.